# 新添镇 (荥经县)
新添镇，原为新添乡，是中华人民共和国四川省雅安市荥经县下辖的一个乡镇级行政单位。2018年撤乡设镇。。区划代码改为511822104。2019年12月，撤销天凤乡，将其所属行政区域划归新添镇管辖。

## 行政区划
新添镇下辖以下地区：
上坝村、下坝村、新添村、太阳村、石家村、黄禄村、龙鱼村、山河村和庙岗村。